# Agrotis cremea
Agrotis cremea là một loài bướm đêm trong họ Noctuidae.